# Cláudio Filipe de Oliveira Basto

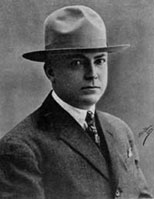
Cláudio Basto

Cláudio Filipe de Oliveira Basto (* 23. August 1886 in Viana do Castelo; † 2. Mai 1945 in Carcavelos) war ein portugiesischer Autor, Ethnograf, Romanist, Lusitanist und Dialektologe.

## Leben und Werk
Basto, dessen Mutter Spanierin war, studierte Medizin in Porto (Promotion 1912), praktizierte aber nur wenig, sondern unterrichtete zeitlebens in Gymnasien und Gewerbeschulen. Seine Liebe galt Brauchtum, Sprache und Literatur Portugals. Er verfasste die erste in Portugal publizierte sprachgeografische Forschungsarbeit. Seine filologische Forschungsleistung wurde durch eine Gedenkschrift gewürdigt.

## Schriften
- A linguagem de Fialho. In: Fialho de Almeida. In memoriam. Organizado por António Barradas e Alberto Saaredra no sexto aniversário da morte do esritor IV–III–MCMXVII. Tipografia da „Renasença Portuguesa“, Porto 1917, S. 71–98, (Die Sprache von José Valentim Fialho de Almeida. Auch als Sonderabdruck. ebenda 1917).
- Comparações tradicionais portuguesas. Breve contribuição para o seu estudo. Livraria Espozendense, Esposende 1924.
- Foi Eça de Queirós um plagiador? Maranus, Porto 1924.
- als Herausgeber: Flores de Portugal. Colecção de 100 das mais lindas cantigas do povo português. Machado, Porto 1926.
- A linguagem de Camilo. Maranus, Porto 1927, (Die Sprache von Camilo Castelo Branco).
- Traje à vianesa. Apolino, Gaia 1930, (Trachten aus Viana do Castelo).
- als Herausgeber: Luís de Camões: Os Lusíadas. Maranus, Porto 1930, (1935, 1945).
- Silva etnográfica. Maranus, Porto 1939.

### Belletristik (Prosa)
- Ironia Galante. Com ilustrações de Couto Viana. José de Sousa, Viana do Castelo 1912.
- Flores do frio. Lusa, Viana do Castelo 1922.
- O Doutor Diabo. Maranus, Porto 1928.